# Apopi

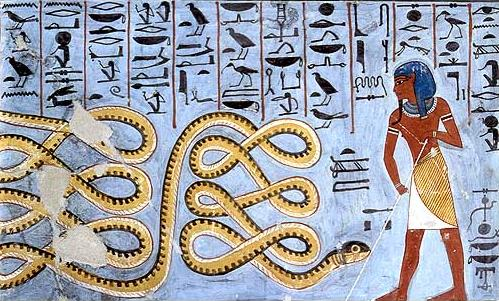
Il gigantesco serpente Apopi tenuto a bada dal dio Atum. Illustrazione al Libro delle Porte che si dipana sulle pareti della tomba di Ramses I (KV16), Valle dei Re. Apopi è raffigurato mentre si avvolge su sé stesso 12 volte, a simboleggiare le 12 Ore notturne, durante le quali il sole (Atum era divinità solare) doveva lottare per risorgere al mattino.

Apopi (anche Apofi; in greco antico: Ἄποφις, Apophis) è una divinità egizia appartenente alla religione dell'antico Egitto, incarnazione della tenebra, del male e del Caos (Isfet, Asfet nella lingua egizia) e antitesi della dea Maat, che rappresentava l'ordine e la verità. Veniva raffigurato come un gigantesco serpente. La prima menzione di Apopi risale alla VIII dinastia; venne particolarmente onorato nei nomi del faraone Apopi della XIV dinastia e del faraone hyksos Ipepi (o Apopi).

## Ricostruzione e significato del nome
Il suo nome ˁ ꜣ pp è stato ricostruito dagli egittologi come *ʻAʼpāpī. Sopravvisse nella lingua copta, fase finale della lingua egizia, come Ⲁⲫⲱⲫ "Aphōph", mentre in greco venne traslitterato Ἄποφις.

L'etimologia del suo nome (ˁ ꜣ pp) è forse da ricercare in qualche lingua semitica occidentale, laddove la radice ꜣ pp, con il significato di "strisciare", esisteva. Un'ipotetica radice verbale ꜣ pp non è mai esistita, o non è mai stata individuata, nella antica lingua egizia. Non deve essere confusa con il verbo egizio ꜥpı͗/ꜥpp, che significava "volare attraverso il cielo, viaggiare". Più tardi nella storia egizia il nome di Apopi fu erroneamente connesso, mediante una paretimologia, con una radice differente che significava "Colui che fu sputato fuori". I romani si riferivano ad Apopi mediante la traduzione del suo nome. 
| O29 · p · p | I14 · Z2 |

variante
| D36 · p · p | I14 |

ˁ ꜣ pp (Apep, Ipep)

## Ruolo

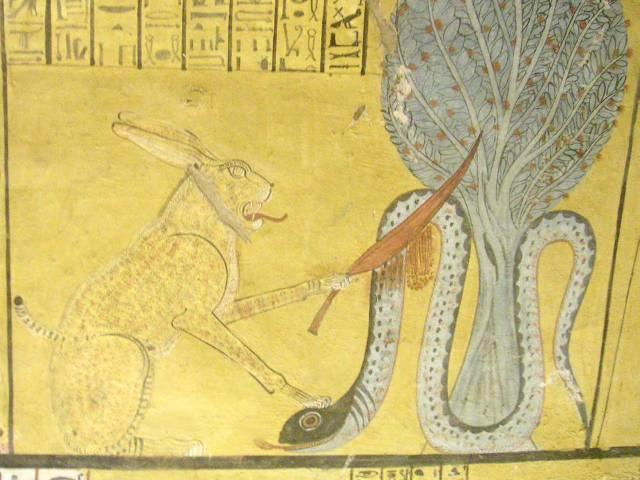
Ra sotto la forma del Grande gatto sacro combatte contro Apopi. Deir el-Medina, Luxor, Egitto

Apopi era l'oscuro nemico del dio-sole Ra, portatore della luce e garante di Maat (la quale impersonava l'ordine cosmico), a cui cercava ogni giorno di impedire di sorgere minacciandolo durante il suo viaggio attraverso il Duat, l'aldilà egizio, sulla barca solare della notte, Mesektet. Apopi era il più grande nemico di Ra; un suo epiteto era appunto "Nemico di Ra", oltre a "Signore del Caos". In quanto incarnazione di tutto ciò che è male, Apopi veniva immaginato come gigantesco serpente o un possente pitone con epiteti quali "Serpente del Nilo" e "Malvagia Lucertola"; talvolta era comparato anche a un ippopotamo, un orice, una tartaruga e perfino a figure umane come morti ribelli o nemici stranieri. Alcuni documenti lo volevano lungo quasi 15 metri e con la testa di selce.
Già su una ciotola risalente al periodo più antico della cultura egizia, chiamato Naqada I (4000 a.C.) è stato notato un grande serpente dipinto sul bordo, insieme ad altri animali del deserto e del fiume, quale possibile nemico di un dio (forse un dio solare) visibile, nella scena, mentre caccia su una grande imbarcazione.
Inoltre, nell'immaginario mitologico degli egizi, esistevano altri serpenti maligni nemici del dio-sole (esempi se ne trovano nei Testi delle piramidi e nei Testi dei sarcofagi) già prima che il nome di Apopi facesse la sua prima comparsa durante il Primo periodo intermedio.
Nella cosmogonia di Esna Apopi era visto come una creazione di Neith, che in questa cosmogonia svolgeva il ruolo di demiurgo.

## Scontro con Ra

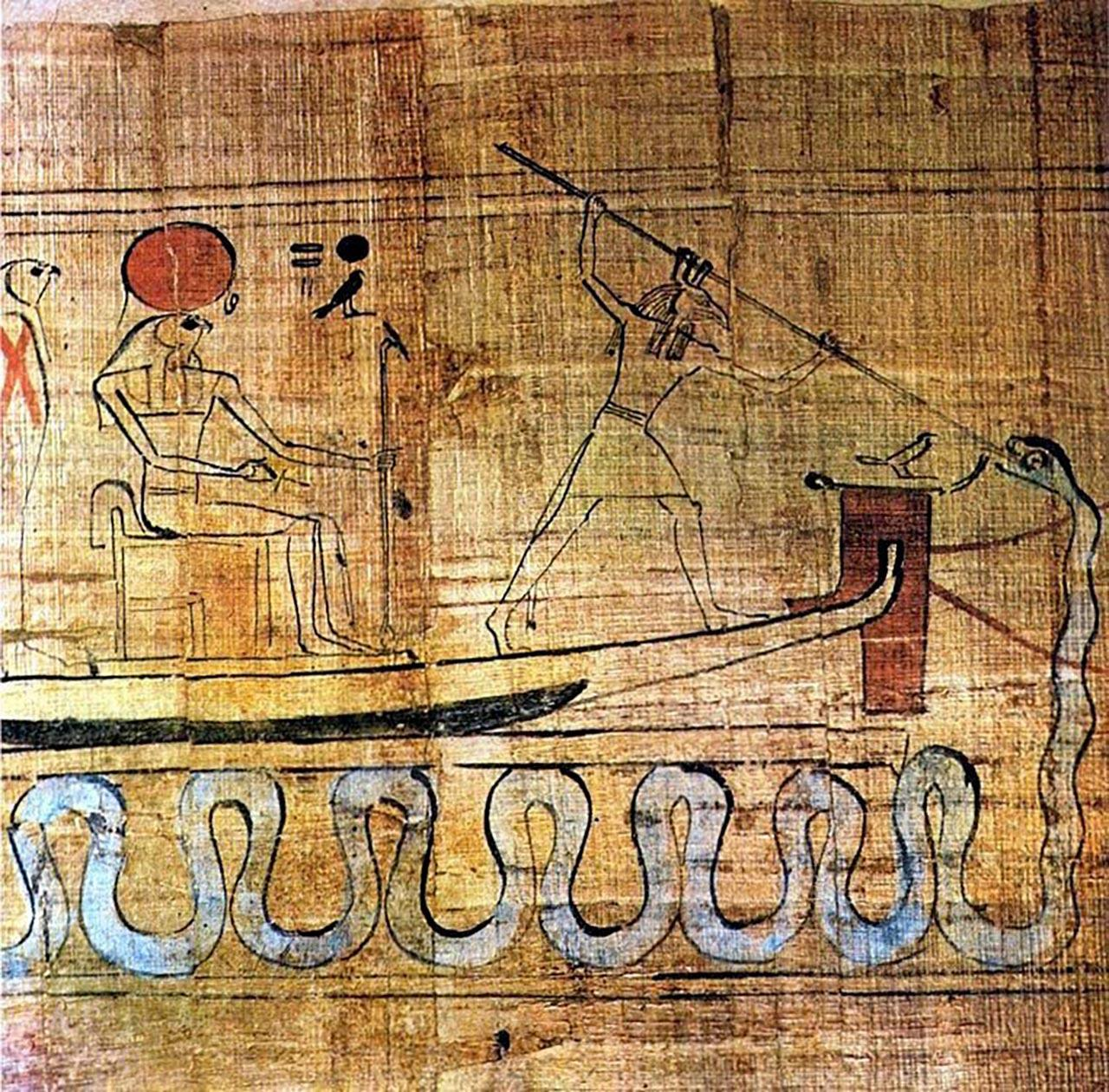
Illustrazione da un papiro raffigurante Seth che uccide Apopi trafiggendolo con una lancia. Il mostro è visto nell'atto di insidiare la barca solare su cui è assiso Ra. Museo egizio del Cairo.

La storia della perpetua guerra che Apopi muoveva contro Ra fu elaborata durante il Nuovo Regno (ca. 1550 a.C. - 1069 a.C.). Il mito narra che Apopi doveva costantemente trovarsi al di sotto dell'orizzonte perciò era una creatura dell'oltretomba. In alcune versioni del racconto, il mostro attendeva Ra in una montagna occidentale chiamata Bakhu, dove il sole spariva oltre l'orizzonte; in altre narrazioni, gli tendeva un agguato appena prima dell'aurora nella "Decima Regione della Notte". La moltitudine di luoghi nei quali si riteneva che potesse trovarsi gli guadagnò l'epiteto di "Colui che cinge il mondo". Il suo verso faceva tremare l'oltretomba. Alcuni miti descrivevano come Apopi, originariamente capo degli dei, spodestato da Ra, fu relegato nel mondo dei morti, oppure di come vi fu relegato a causa della sua natura malvagia.

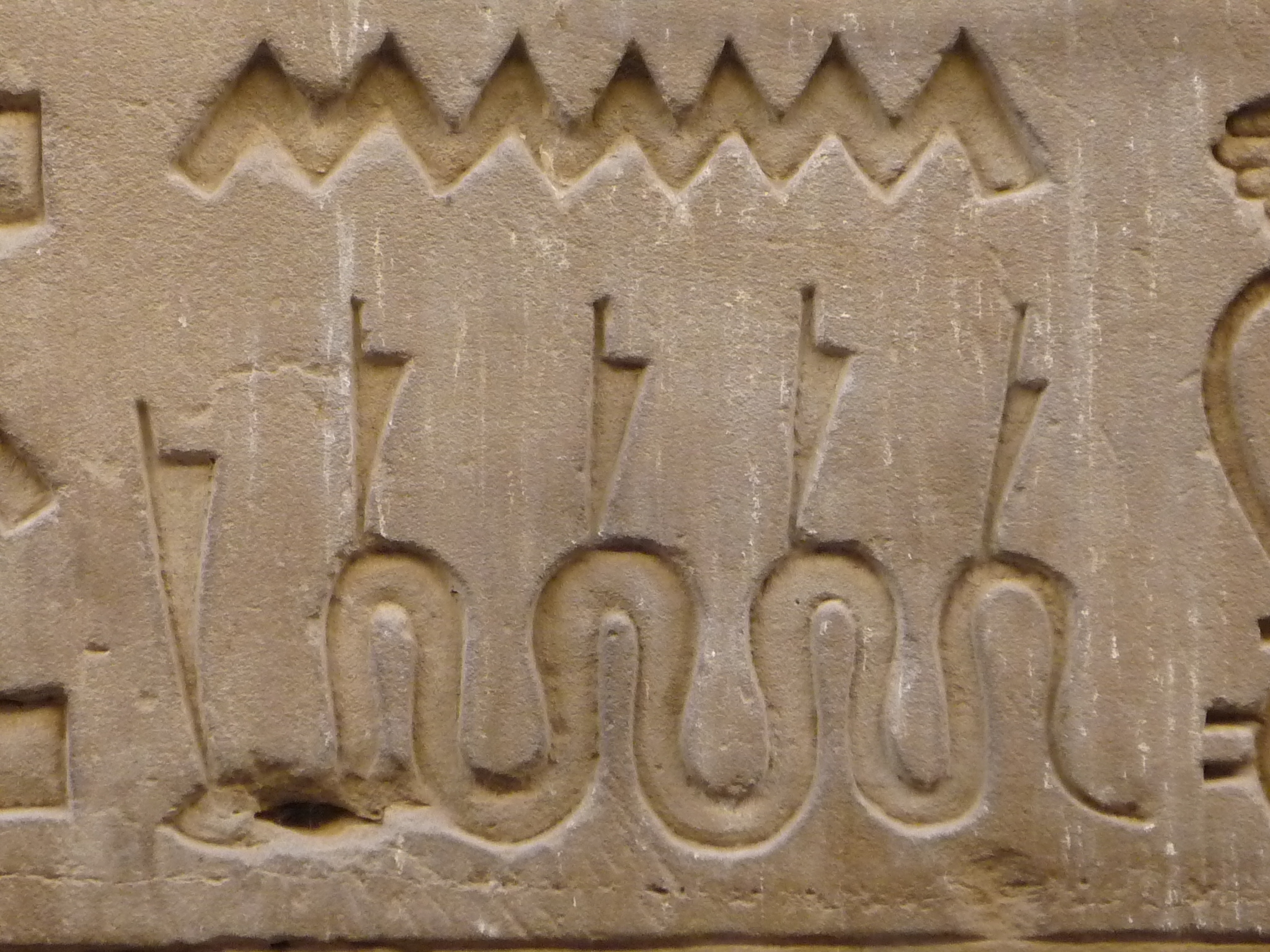
Bassorilievo raffigurante Apopi trafitto da numerosi coltelli, presso il deambulatorio orientale del tempio di Edfu

I Testi dei sarcofagi raccontano che Apopi si serviva del suo sguardo magico per sopraffare Ra e il suo seguito divino. Ra era assistito da una folta schiera di protettori che viaggiavano con lui attraverso le insidie dell'oltretomba, fra i quali Seth, Sia, Hu, Heka, Bastet, Sekhmet e forse lo stesso Occhio di Ra. I movimenti di Ra causavano i terremoti, e lo scontro che ingaggiava con Seth originava i tuoni. In alcuni racconti, lo stesso Ra, nelle sembianze del Grande gatto eliopolitano, lo uccideva.
Derivante dal Caos primordiale, Apopi poteva essere combattuto e reso innocuo, per un certo tempo, ma non poteva essere distrutto rappresentando, nel continuo conflitto con Ra, lo scontro ancestrale tra bene e male. Anche nel Libro dei morti lo scontro tra Apopi e Ra si ripeteva e in questo caso era necessario l'intervento del benevolo dio-serpente Mehen e di Iside per garantire il proseguimento del viaggio del sole nel Duat.
Secondo la mitologia, dopo essere stato domato dalle forze del bene, veniva incatenato e trafitto coi coltelli; il sangue che sgorgava dalle sue ferite tingeva i cieli mattutini e serotini di rosso.

## Culto

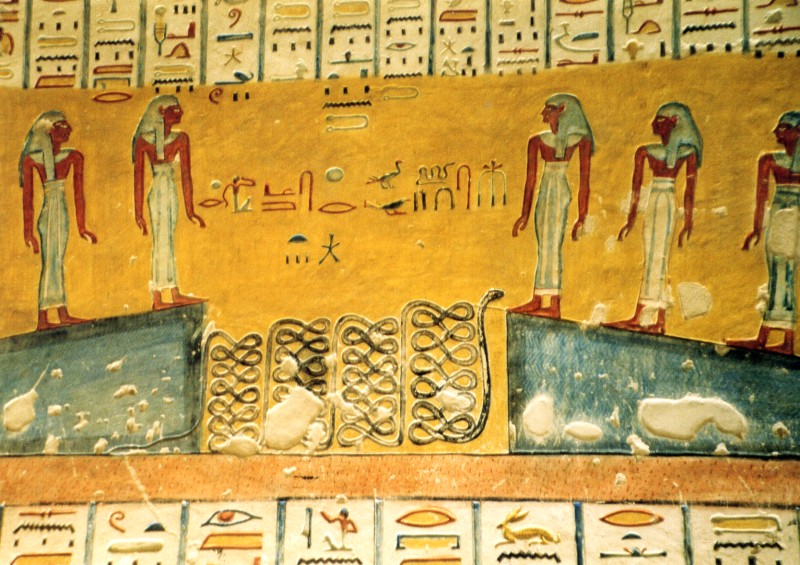
Dettaglio di una scena della Quarta Ora del Libro delle Porte, dalla tomba di Ramesse VI (KV2) nella Valle dei Re

Mentre Ra veniva venerato, Apopi era oggetto di una sorta di contro-venerazione: gli egizi pregavano cioè per la sconfitta di Apopi. La vittoria di Ra, al termine di ogni notte, era assicurata dalle preghiere dei sacerdoti e dei devoti nei templi. Nel Grande tempio di Amon a Karnak i sacerdoti svolgevano un particolare rituale, ripetuto varie volte al giorno, per aiutare il dio-sole a resistere agli attacchi di Apopi e continuare così il ciclo del sole in cielo e della vita sulla terra. In un rito annuale, detto "della Messa al Bando del Caos", i sacerdoti costruivano un'effigie di Apopi che si riteneva contenesse tutto il male e pare che sull'immagine del serpente destinata al rogo fossero talvolta scritti i nomi dei nemici del Paese.
Nel corso dei secoli, il clero redasse una vera e propria "guida" per contrastare Apopi, intitolata "Libro dell'abbattere Apopi" o "Rituale per abbattere Apopi" (in greco: "Libro di Apopi"), i cui capitoli, che descrivevano il graduale smembramento e smaltimento dei resti del mostro, titolavano, per esempio: "Capitolo dello sputare su Apopi", "Capitolo del cancellare Apopi col piede sinistro", "Capitolo dell'afferrare la lancia per percuotere Apopi", "Capitolo dell'incatenare Apopi", "Capitolo dell'afferrare il coltello per colpire Apopi", "Capitolo dell'incendiare Apopi". Tali rituali assumevano spesso le caratteristiche di un esorcismo.
Siccome si riteneva che Apopi vivesse nell'oltretomba, veniva talvolta chiamato "Divoratore di anime". Perciò anche i morti necessitavano di protezione; ciò è all'origine della pratica di seppellire i morti con formule magiche per debellare Apopi. Raramente il Libro dei morti menziona il momento in cui Ra sconfigge il serpente Apopi: solo per formule 7 e 39 possono essere intese in tal senso.